# Josef Seßler
Josef Seßler (* 26. April 1763 in Großweikersdorf; † 24. Mai 1842 in Vordernberg) war ein österreichischer Industrieller und Industriepionier.
Der Sohn eines Postmeisters erwarb 1792 den Hönigtalerhof mit dem zugehörigen Hammerwerk bei Krieglach, 1800 den Vogelschen Sensenhammer in Freßnitz und 1805 ein Hammerwerk in Feistritz, in denen Roheisen zu Stahl, zu Grob- und Streckeisen verarbeitet, und auch zu Endprodukte wie Wagenachsen hergestellt wurden. Im Jahr 1814 erwarb er den Hochofen Radwerk III in Vordernberg, um die Belieferung seiner Werke mit Roheisen abzusichern. Dadurch wurde er auch Mitglied der 1829 gegründeten Radmeistercommunität. Den wirtschaftlichen Aufstieg erlebte er während der Napoleonischen Kriege. Nach 1815, als die englische Konkurrenz die steirischen Eisenwerke stark bedrängte, stellt er immer weiter auf Endprodukte um. 1838 errichtete er in Krieglach ein Puddlings- und Walzwerk zur Erzeugung von Eisenblechen. Treibende Kraft war bereits sein Schwiegersohn Carl von Prevenhueber, der damit im steirischen Lokomotivenbau eine Pionierrolle spielte.
Er ist der Großvater von Viktor Seßler Freiherr von Herzinger, der bereits als Sechsjähriger den gesamten Besitz erbte, die Betriebe weiterführte und auch Abgeordneter zum Steiermärkischen Landtag war.